# دیوید گیل (بازیکن فوتبال)
دیوید گیل (انگلیسی: David Gil؛ زادهٔ ۱۱ ژانویهٔ ۱۹۹۴) بازیکن فوتبال اهل اسپانیا است.
از باشگاه‌هایی که در آن بازی کرده‌است می‌توان به باشگاه فوتبال کادیس اشاره کرد.